# Намыслув
Намыслув (пол. Namysłów), Намслау (нем. Namslau) — город в Польше, входит в Опольское воеводство, Намыслувский повят. Имеет статус городско-сельской гмины. Занимает площадь 22,62 км². Население 16 604 человек (на 2004 год).

## История
Развитие города началось в XIII веке. В 1241 году город был разрушен во время западного похода монголов, когда монгольский отряд под командованием Байдара пошёл на Польшу с целью воспрепятствовать полякам и чехам оказать помощь союзным венграм. В 1249 году город был восстановлен герцогом Болеславом II. До 1294 года город входил в состав Герцогства Бреслау, в 1312 — 1323 годах являлся центром одноимённого герцогства. Местный замок, впервые упоминающийся в 1312 году, являлся в 1341 году резиденцией польского короля Казимира III.

## Известные уроженцы
- Абихт, Рудольф (1850—1921) — немецкий учёный-филолог, ориенталист и славист, переводчик.
- Бильшовский, Альфред (1871—1940) — немецкий медик.
- Либрехт, Феликс (1812—1890) — немецкий лингвист, фольклорист, историк всеобщей литературы.

## Галерея

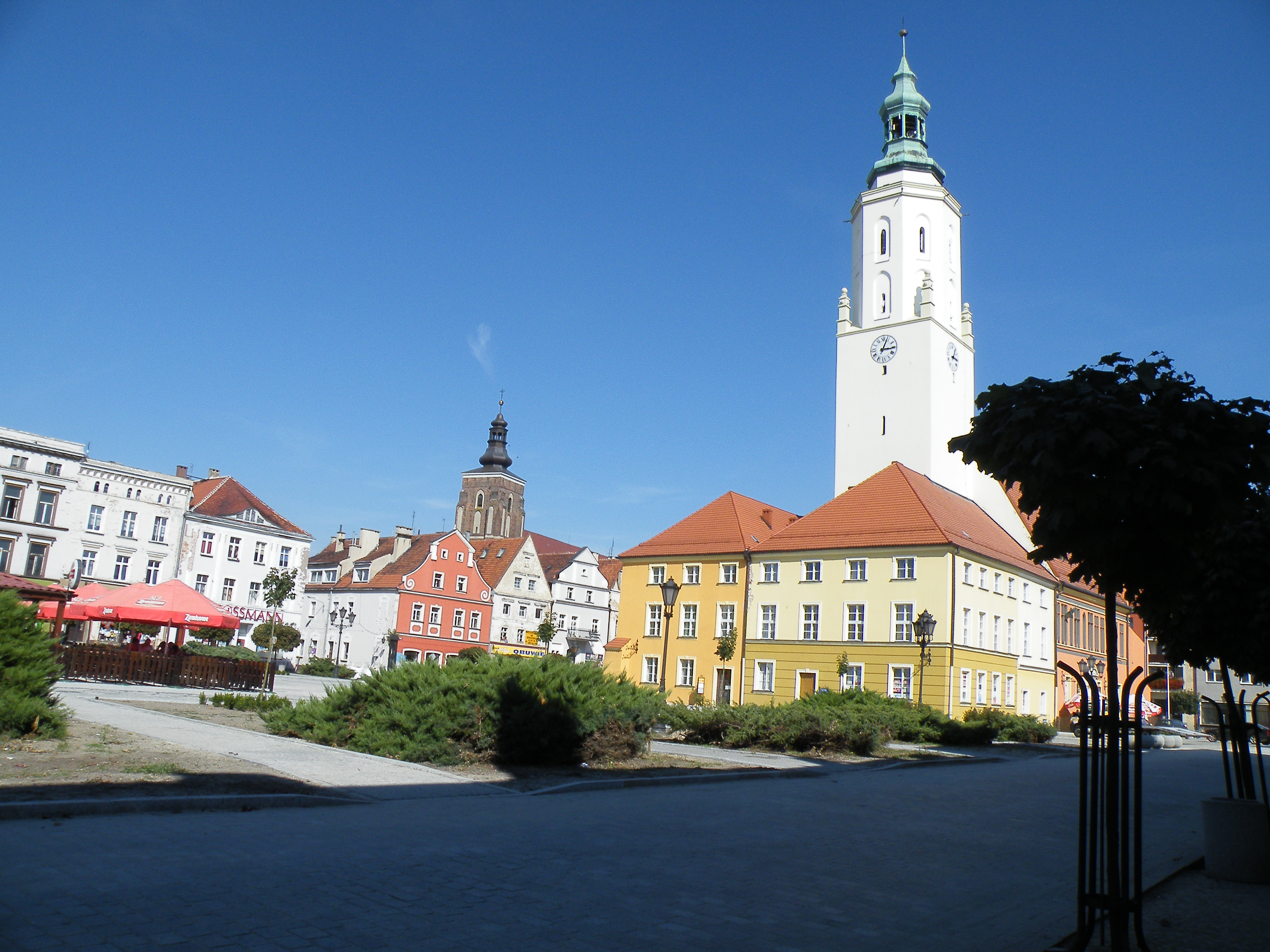
Рыночная площадь
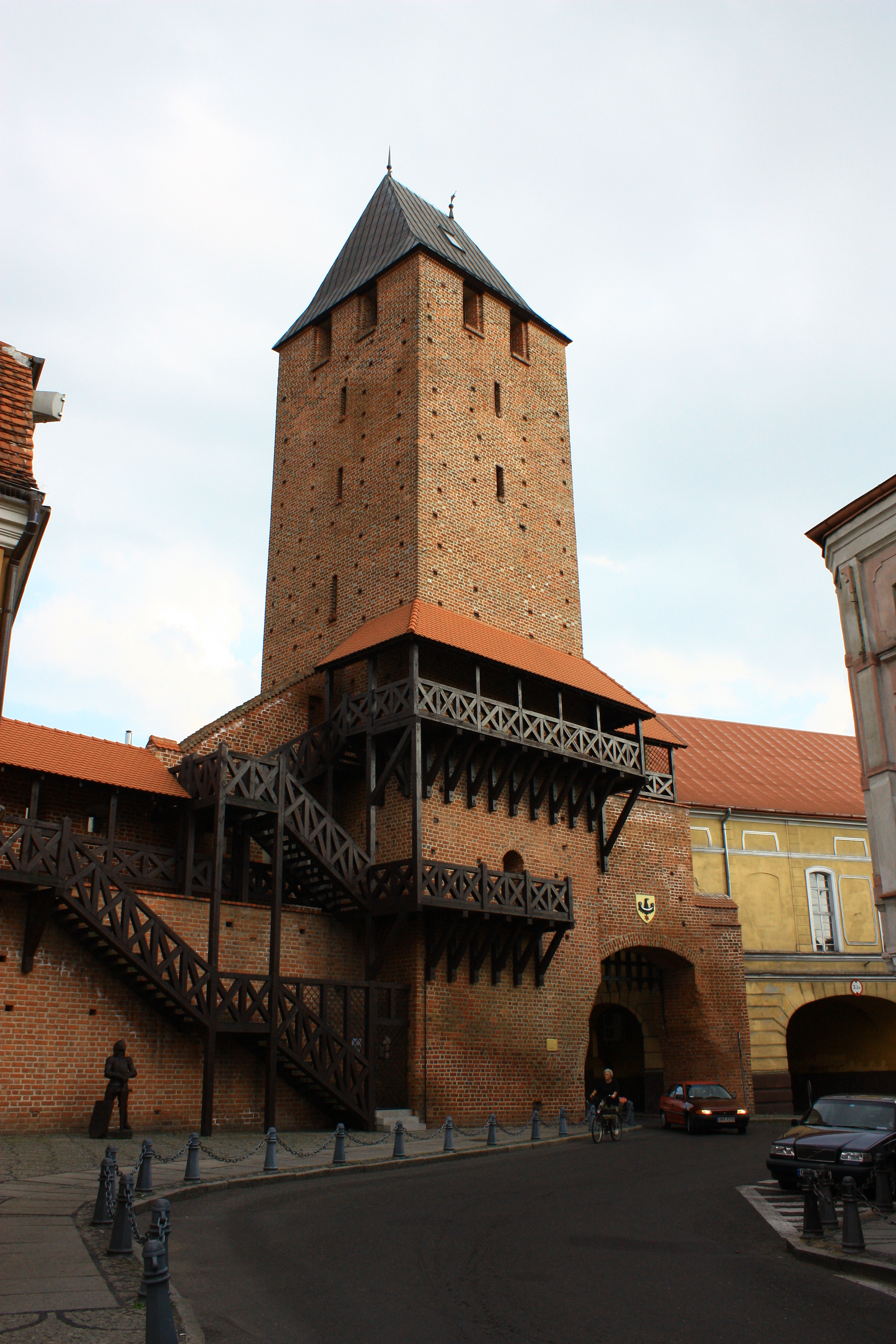
Краковская башня
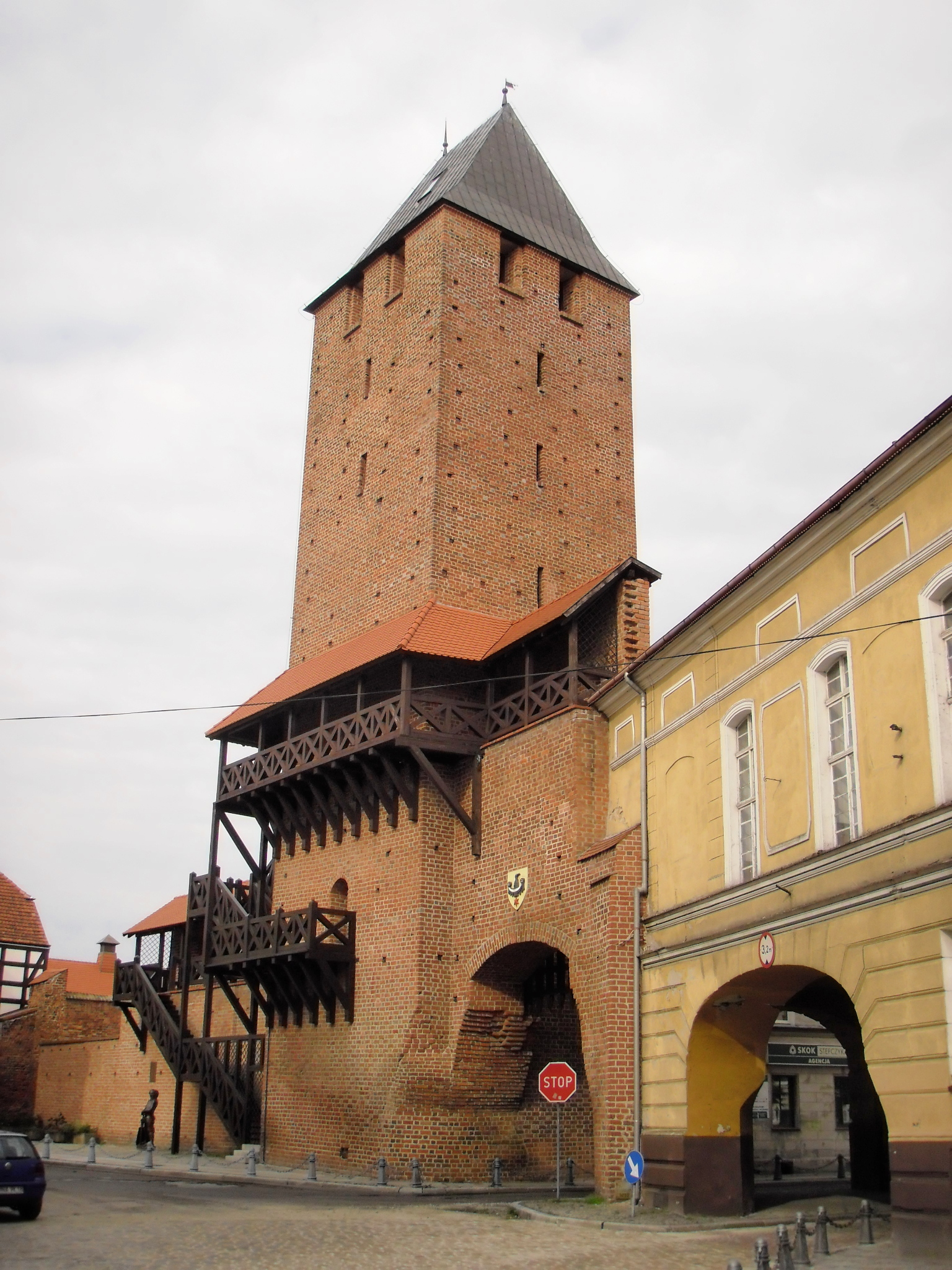
Ворота
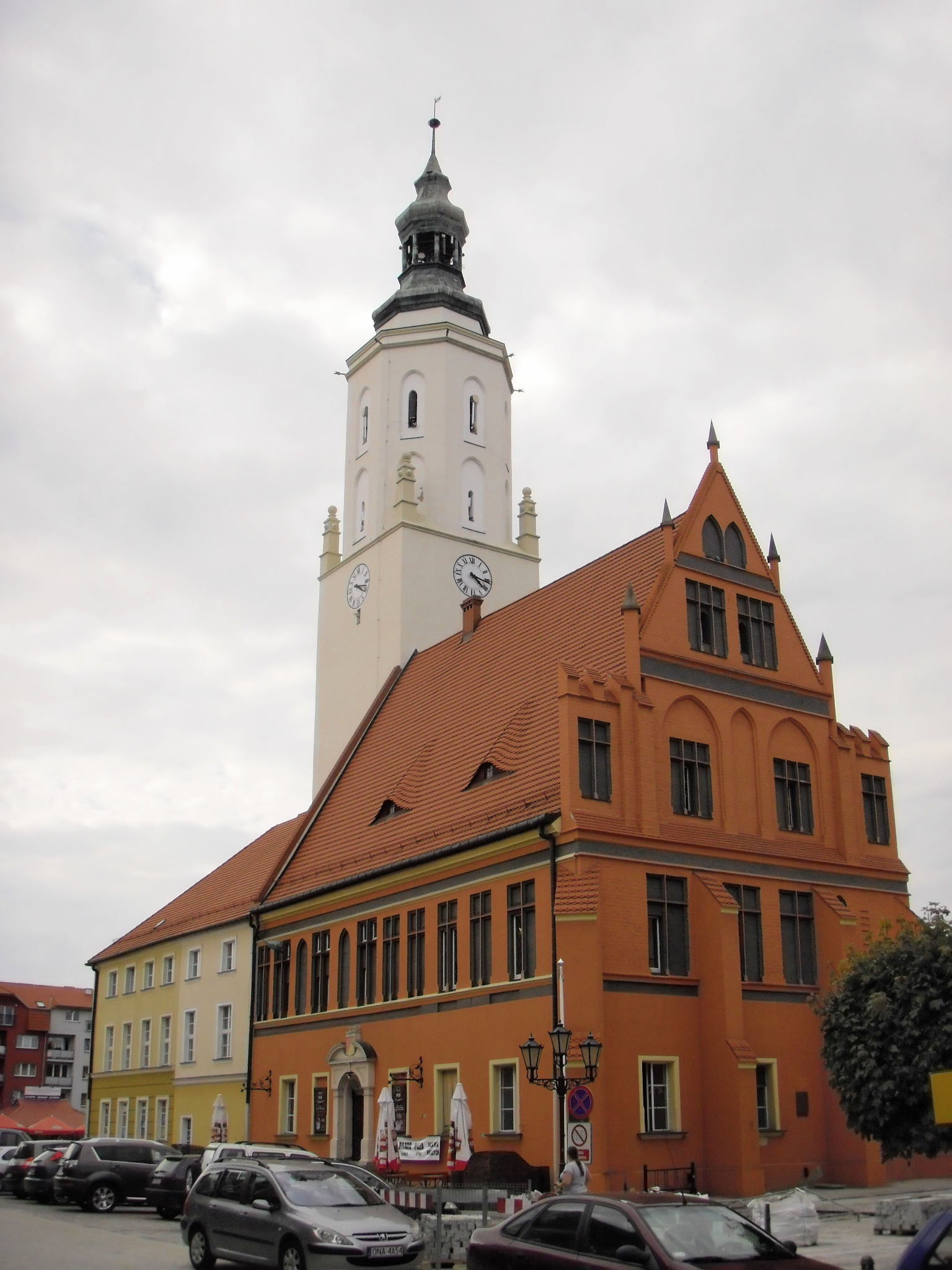
Ратуша
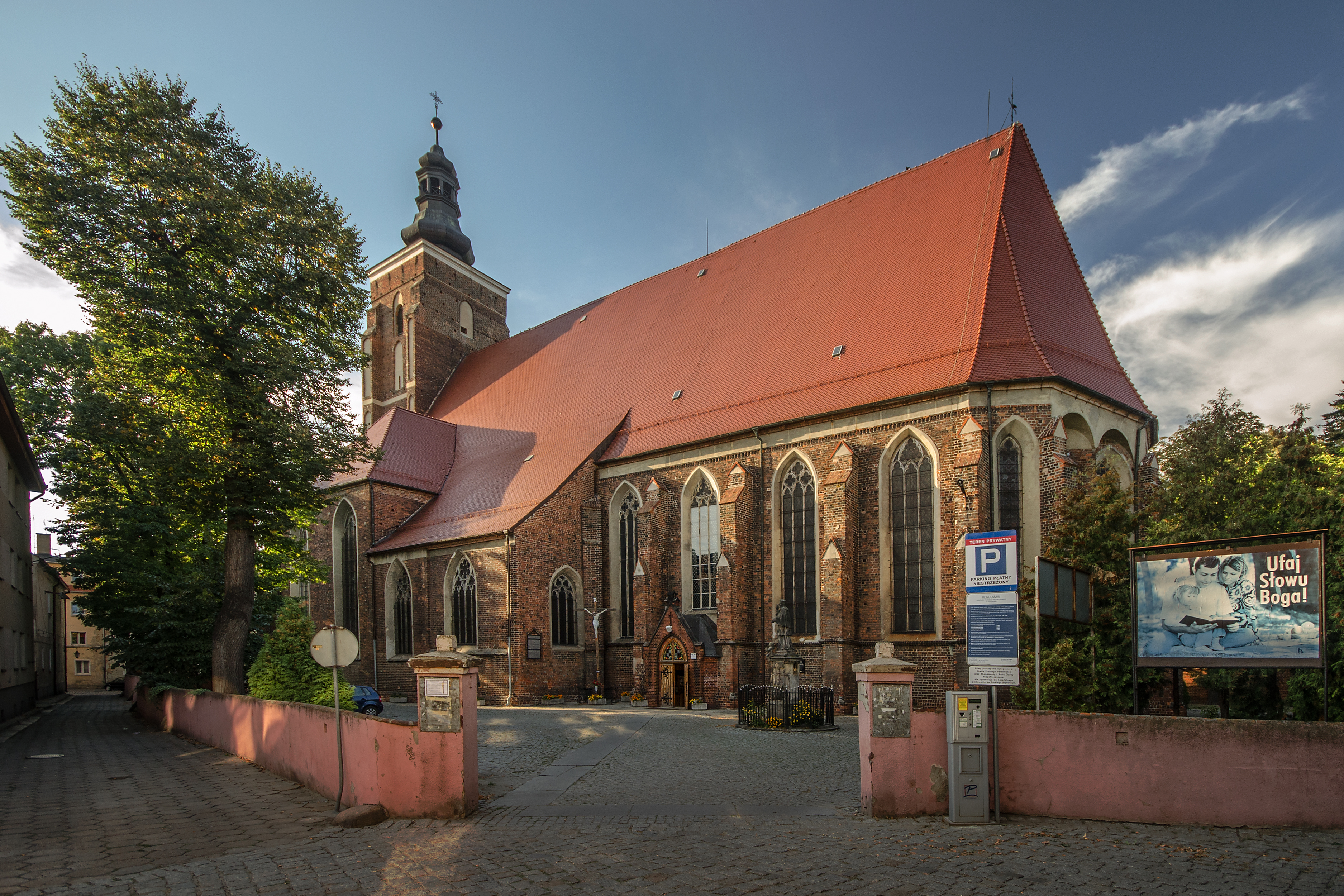
Церковь Св. Петра и Павла
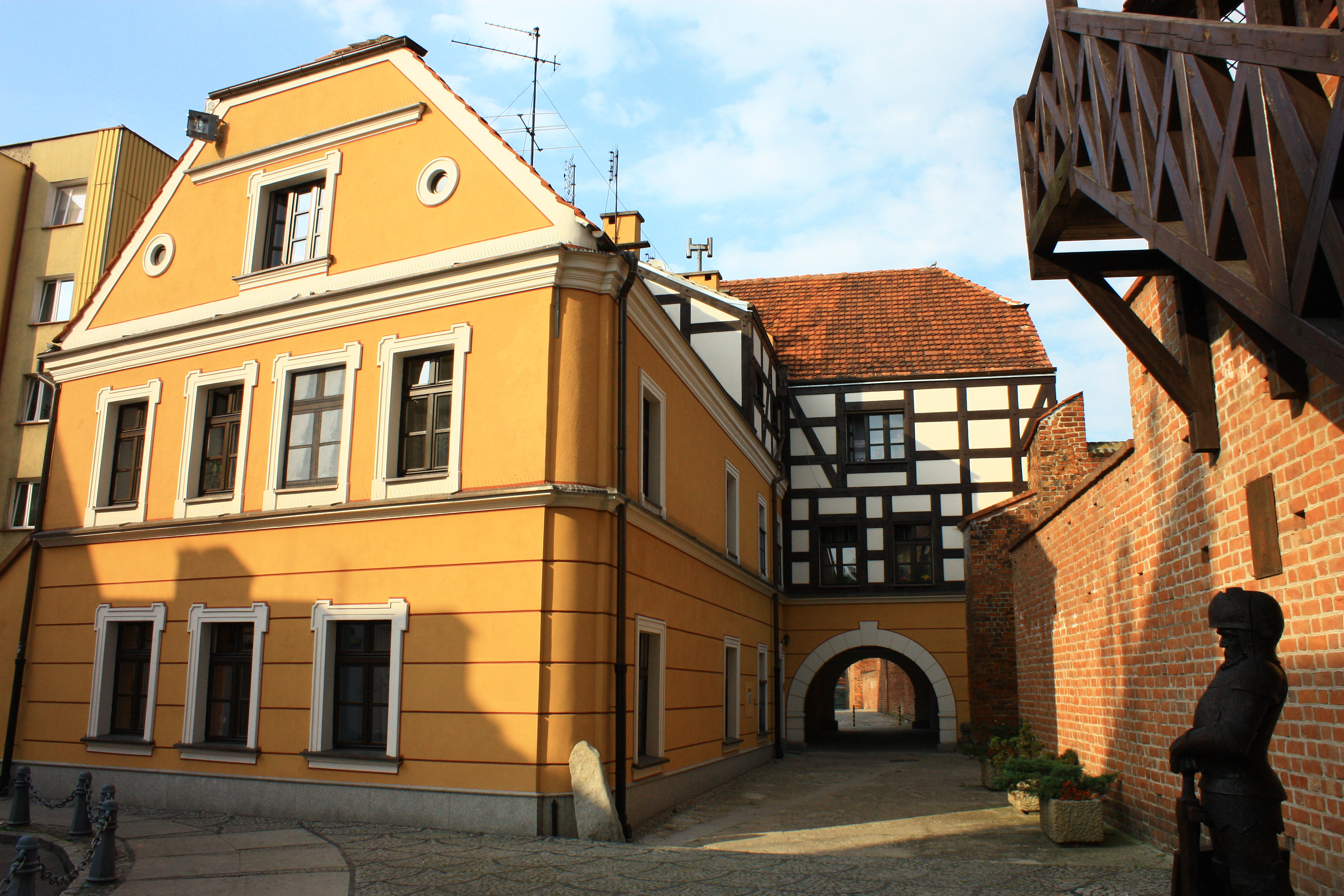
Городская стена и старинные дома
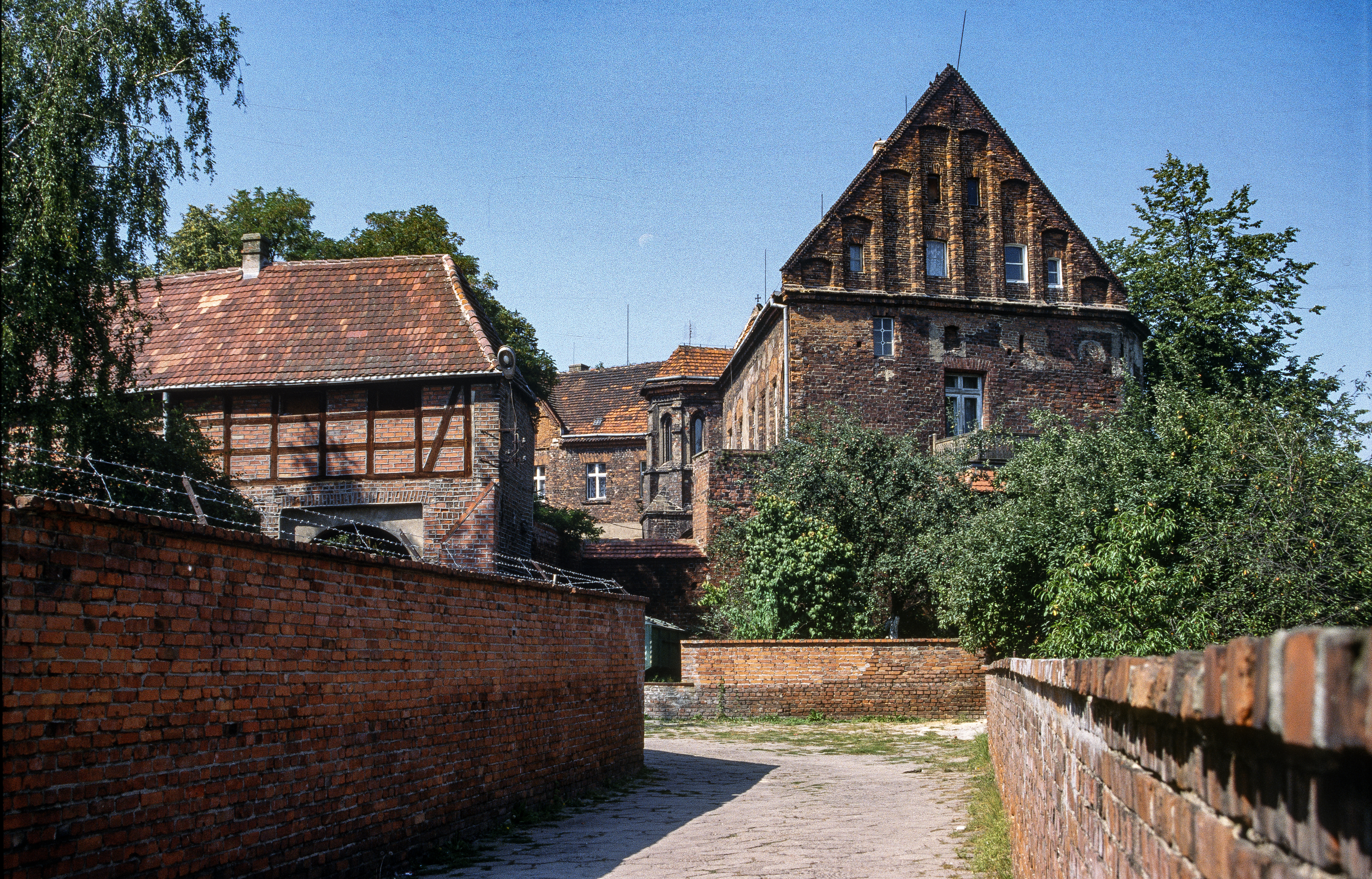
Замок Намслау
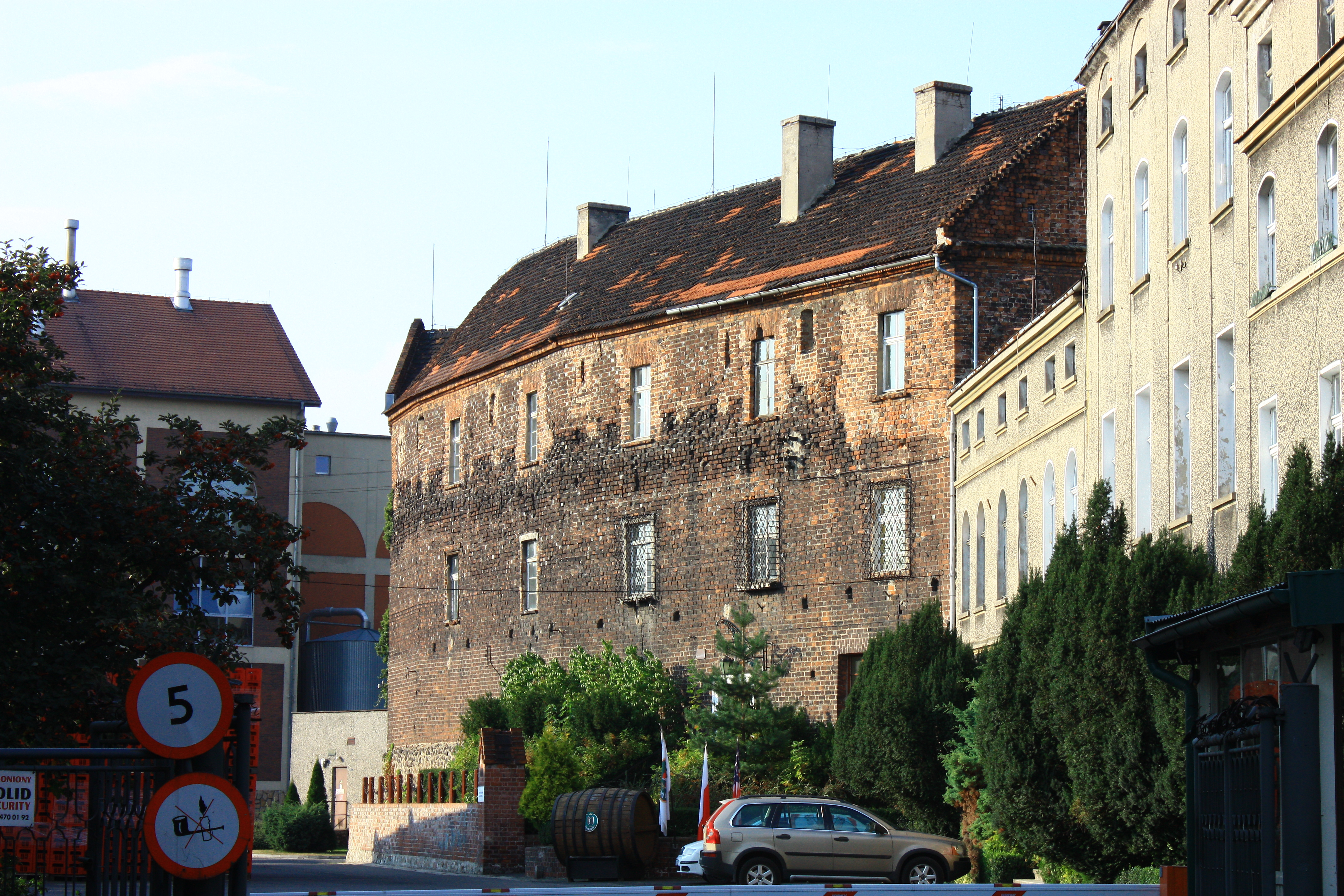
Замок Намслау
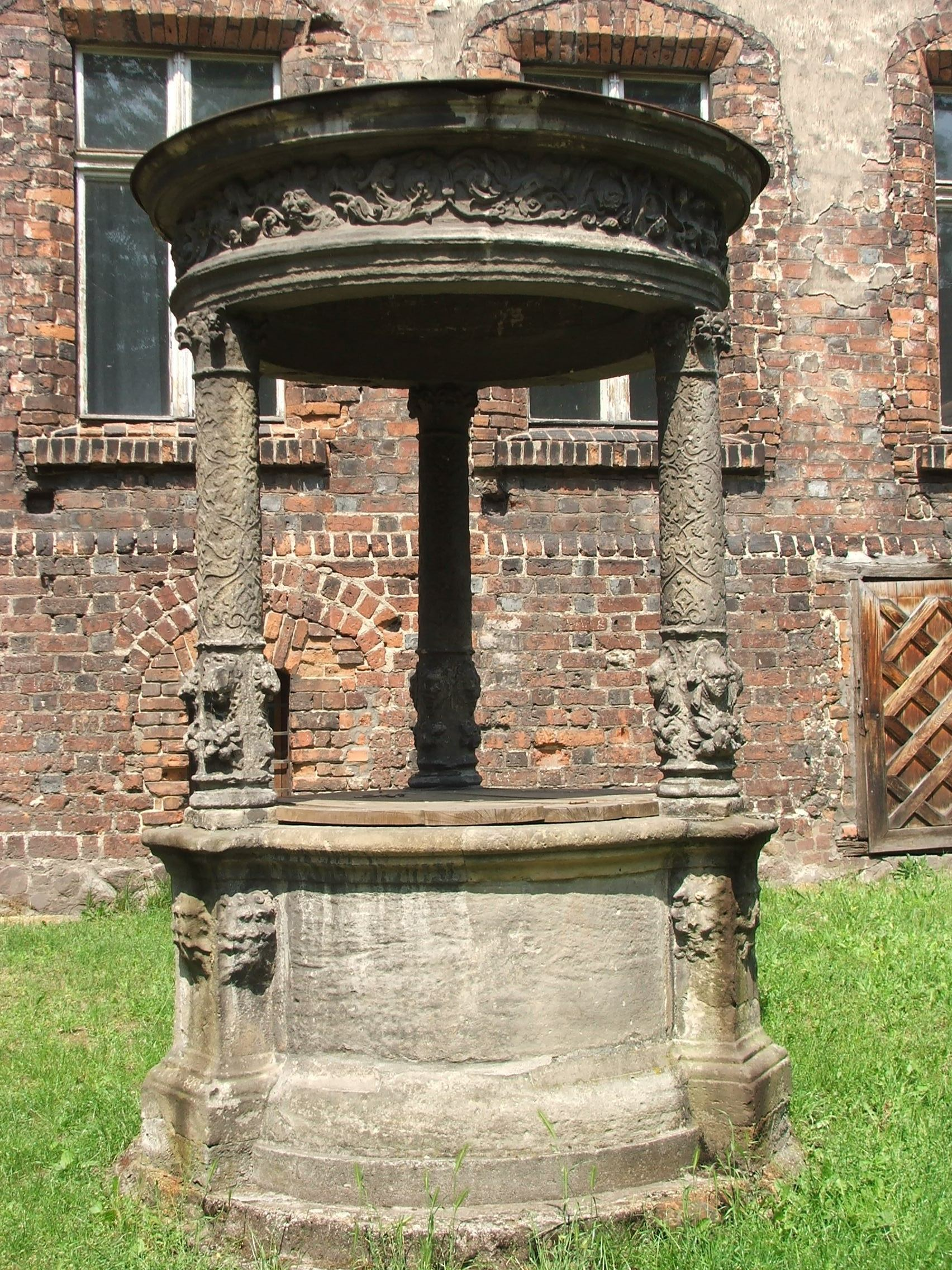
Фонтан во дворе дворца
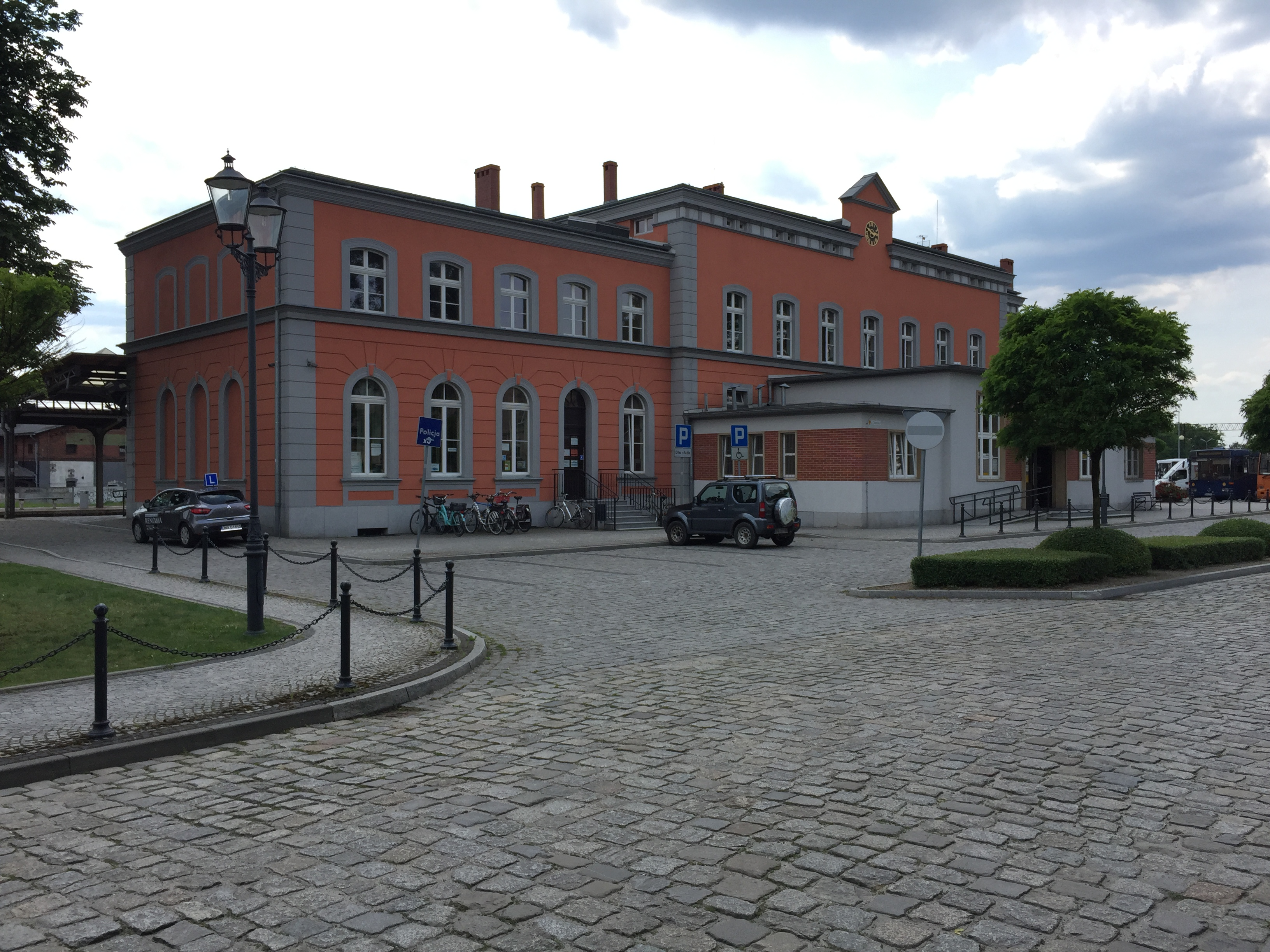
Вокзал